# 전차로 GO!
《전차로 GO!》(일본어: 電車でGo! 덴샤데 고![*])는 일본의 타이토사가 개발한 철도 시뮬레이터 게임이다. 1996년, 아케이드 버전으로 첫 선을 보인 이후 플레이스테이션, 플레이스테이션 2, GBA, 닌텐도DS, Wii, PC 등 다양한 기종에서 발매를 했다.

## 개요
게임은 이름 그대로 기관사나 차장이 되어서 기차나 전철을 운행하는 게임이다. 게임 속에 나오는 노선과 열차는 일본 전역에 설치된 철로와 운행하는 기차를 포함하고 있고, 지금까지 나온 대부분의 시리즈가 JR 노선을 다루고 있다.
PC 버전도 일본의 게임 개발사인 언바란스에서 시리즈 제목 뒤에 "윈도우판"이라는 이름으로 이식되어 발매되곤 했다.
대부분의 시리즈가 일본 외에서는 판매를 하지 않아서 게임 언어는 모두 일본어로만 제공하고, 파이널을 끝으로 같은 기종에서는 더 이상 개발을 하지 않고, 새 기종이 나올 때마다 새 시리즈를 개발한다.
대한민국에서는 더 이상 발매가 되고있지는 않지만
일본에서는 현재까지도 꾸준히 발매가되고 있다.
단 야마노테선 노선만 이 현재까지 모바일게임용으로 발매가되고있다
2016년에는 야마노테선 20주년 가동기념 기관사 운전 체험 아케이드 게임으로 발매
2017년 11월1일 야마노테선 20주년 가동기념 기관사 운전 체험 아케이드 게임 출시
2018년 2월 28일 아케이드 게임 야마노테선 눈미션 일일미션의개수 신형차량 e235계 추가 업그레이드

## 시리즈 목록

### 전차로 GO!
1996년, 아케이드 버전으로 첫 선을 보였다. 이후 1997년 12월 18일에 플레이스테이션으로 나왔고, 1999년 3월 4일에 원더스완으로 나왔다.
- 수록노선: 산인 본선, 게이힌 도호쿠선, 도카이도 본선, 야마노테선

#### 전차로 GO! EX
1997년에 발매한 전차로GO!의 개량된 버전이다.

### 전차로 GO! 2
1998년에 플레이스테이션으로 나왔다.
- 수록노선: 아키타 신칸센, 가고시마 본선, 오사카 순환선, 호쿠호쿠선 등

### 전차로 GO! 2 고속편
1998년에 아케이드용으로 출시, 이후 PC용으로 나왔다. 간선을 주로 다룬다.
- 수록노선: 아키타 신칸센, 호쿠호쿠선, 게이힌 도호쿠선

#### 전차로 GO! 2 고속편 3000번대
1998년에 아케이드, PC 로 나왔다. 전차로 고! 2 고속편의 개량된 버전으로 노선과 열차, 시간표가 더 추가되었다.
- 수록 노선: 아키타 신칸센, 오우 본선, 다자와코선, 호쿠호쿠선, 야마노테선, 도카이도선

##### 전차로 GO! 64
전차로 고! 2 고속편 3000번대를 닌텐도 64용으로 이식하여 나온 작품이다. 음성인식 기능이 들어있다.

### 전차로 GO!나고야 철도편
1999년에 플레이스테이션으로 나왔다. 시리즈 최초로 JR이 아닌 사철 나고야 철도가 나오고, 노면전차와 모노레일도 나온다.
- 수록노선: 나고야 철도의 나고야 본선, 이누야마선, 모노레일선

### 전차로 GO! 프로페셔널
1999년에 플레이스테이션으로 발매된 전차로GO! 시리즈중 최고의 완성도를 가진 작품이며, 전체 노선은 10가지,운행 가능한 시각표는 85개,열차는 62종류가 나온다.
- 수록 노선: 아키타 신칸센+도호쿠 신칸센, 오우 본선, 다자와코선, 호쿠호쿠선, 조에쓰선, 신에쓰 본선, 야마노테선, 게이힌 도호쿠선, 도카이도선, 산인 본선, JR교토선, 오사카 순환선, 가고시마 본선 등

### 전차로 GO! 3 통근편
그래픽이 전차로GO! 프로페셔널보다 한층 발전 되었고, 시리즈 최초로 플레이스테이션 2로 발매가 되었으며, 아케이드용으로도 나왔다. 오전,낮,저녁,밤으로 시간 설정이 가능하다. 시간대별로 승차율이 달라서 가속, 감속이 다르다. 이후 개량판으로 "전차로 GO! 3 통근편 다이어 개정판"이 출시되었다.
- 수록 노선: 가고시마 본선, 사사구리선, 산요 본선, 주오 본선, 소부선, 산인 본선

### 기차로 GO!
플레이스테이션, PC로 발매되었다. 전차로GO! 시리즈 중 최초이자 마지막으로 증기 기관차를 다룬 작품이다.

### 전차로 GO!산요 신칸센편
플레이스테이션 2,PC로 발매되었다. 제목 그대로 신칸센만을 다룬 작품이라, 시리즈 중에서 가장 노선이 길다. 최초로 '아우터 뷰'(Outer view)기능이 들어간 작품이다.
- 수록노선: 산요 신칸센, 하카타미나미선

#### 전차로 GO! 신칸센 EX 산요신칸센편
2007년3월 1일 발매. 기존에 산요 신칸센편을 Wii로 개발된 작품이다. 2006년기준으로 일부 배경과 차내안내방송이 변경되었다.

### 전차로 GO! 여정편 (아케이드용 힘내라! 운전사!)
노면전차를 중심으로 나오는 작품이다. "힘내라! 운전사!"는 전차로 GO! 시리즈 중에서는 마지막으로 아케이드용으로 나오고 이후 시리즈는 가정용 게임으로 출시되었다. 이후 아케이드 판의 개량판인 여정편은 플레이스테이션 2, PC로 발매되었다. 통근편처럼 오전,낮, 저녁, 밤으로 시간 설정이 가능하고, '아우터 뷰'(Outer view)기능이 들어가있으며 4개의 수록노선이 사계절의 배경을 가지고 있다.
- 수록 노선&계절(여정편 기준): 이요철도(봄, 에히메현 마쓰야마시) , 에노시마 전철 에노시마 전철선 (여름, 가나가와현 후지사와시 에노섬), 케이후쿠전기철도의 아라시야마 본선, 키타노선 (가을, 교토부 교토시), 하코다테 시영전철(겨울, 홋카이도 하코다테시)

### 전차로 GO! 프로페셔널 2
2003년 2월 27일, 타이토에서 정식 발매되었다. 플레이스테이션 2, PC로 발매되었다. 전차로고 프로페셔널1 다음으로 노선과 열차,시각표가 많다.
- 수록 노선: 쇼난 신주쿠라인, 쓰루미선, 고세이선, 세토 대교선, 나가사키 사세보선

### TS+전차로 GO!도쿄 급행 전철편
온가쿠칸과 공동개발한 작품으로 기존에 실사 화면으로 제작했던 온가쿠칸의 트레인 시뮬레이터에 전차로GO 기능을 넣은 작품이기 때문에 실사화면으로 제작 되었다. 플레이스테이션 2, 플레이스테이션 포터블로 나왔고 플레이스테이션 포터블용은 시리즈 최초로 한국에 정식 발매가 되었다. (한국판 판매 종료)
- 수록 노선: 도쿄 급행 전철의 노선인 도큐 도요코선, 도큐 덴엔토시선, 도큐 오이마치선

### 전차로 GO! 파이널
플레이스테이션 2, PC로 나왔고, 지금까지 나온 전차로GO! 시리즈중에서 가장 높은 완성도와 최고의 그래픽을 가졌다. 시리즈 최초로 차장 모드가 들어가 있다. 파이널을 끝으로 같은 기종에서는 더 이상 개발을 하지 않고 있다. 노선은 모두 4가지인데 전작에 나왔던 노선들은 모두 새로운 그래픽으로 개선하였다.
- 수록 노선: 야마노테선 전구간, 주오 쾌속선 도쿄 - 타카오, 오사카 순환선 전구간, 도카이도 본선 교토 - 오사카 - 고베

#### 전차로 GO! 포켓
플레이스테이션 포터블로 나온 작품으로 기존에 파이널과 동일한 노선과 시각표, 그래픽을 가지고 있다. 하지만 파이널처럼 4개의 노선이 전부 들어있는 것이 아니라 노선별로 따로 발매했다.
- 전차로GO! 포켓 야마노테선
- 전차로GO! 포켓 주오 쾌속선
- 전차로GO! 포켓 오사카 순환선
- 전차로GO! 포켓 도카이도 본선

### 모바일용 전차로 GO!
전차로 GO!의 휴대폰으로 나온 작품. 한국에서는 GXG 용으로 전차로 고! 3D 야마노테선이 한글화되어서 발매되었다. (한국어판 판매 종료)

### 전차로 GO! - 부활! 쇼와의 야마노테선
2010년 7월 22일 발매. 야마노테선 작명 100주년 기념을 맞아 닌텐도 DS용으로 개발되었다. 타이토와 스퀘어 에닉스가 합병되면서 스퀘어 에닉스에서 발매하고, 온가쿠칸에서 제작했다.
- 수록 노선: 야마노테선

### 전차로 GO! 야마노테선
2011년 6월 10일, iOS 용으로 발매되었다.
- 수록 노선: 야마노테선

2014년 야마노테선 au 스마트 패스용으로 발매되었다.
2017년 야마노테선 가동20주년 전철기관사체험 아케이드 게임출시

## 같이 보기
- 레일팬
- 마이크로소프트 트레인 시뮬레이터